# Rhynchospora barbata
Rhynchospora barbata är en halvgräsart som först beskrevs av Vahl, och fick sitt nu gällande namn av Carl Sigismund Kunth. Rhynchospora barbata ingår i släktet småag, och familjen halvgräs. Inga underarter finns listade i Catalogue of Life.